# Забеле (Остроленцький повіт)
Забеле (пол. Zabiele) — село в Польщі, у гміні Жекунь Остроленцького повіту Мазовецького воєводства.
Населення — 287 осіб (2011).
У 1975-1998 роках село належало до Остроленцького воєводства.

## Демографія
Демографічна структура станом на 31 березня 2011 року:
|          | Загалом | Допрацездатний вік | Працездатний вік | Постпрацездатний вік |
| -------- | ------- | ------------------ | ---------------- | -------------------- |
| Чоловіки | 151     | 44                 | 90               | 17                   |
| Жінки    | 136     | 34                 | 71               | 31                   |
| Разом    | 287     | 78                 | 161              | 48                   |